# Коламбія Айсфілд Скайвок
Коламбія Айсфілд Скайвок (англ. Columbia Icefield Skywalk), також Глетчер Скайвок (англ. Glacier Skywalk) — оглядовий майданчик Колумбійського льодовикового поля, найбільша консольна оглядова платформа в Америці, розташована над глибокою ущелиною на межі національних парків Джаспер і Банф в Канадських скелястих горах, провінція Альберта, Канада.
Оглядовим майданчиком закінчується 450-метрова галерея, врізана в гірський схил уздовж долини Сунвапта, що лежить на льодовику Атабаска. Під час будівництва застосовано концепцію вирізання об'єкту безпосередньо з ландшафту, що створює відчуття природного продовження гірського схилу. З параболічної консолі, підлога якої виконана з загартованого та термозміцненого скла, відкривається широка панорама. За задумом проєктувальників консольна конструкція використовує баланс, сформований елементами розтягування та стиснення, що усуває необхідність більш традиційної надбудови пілонів і тросів над поверхнею. Кортенова сталь обрана основним матеріалом за свої антикорозійні та декоративні властивості. Зовнішнє старіння металу має демонструвати матеріальність і природність об'єкту, разом з мінливістю довкілля відзначати зміни з плином часу.
Платформа складається з Н-подібної горизонтальної сталевої опори в стилі деконструктивізму. Кінці споруди з одного боку спираються на скелю, а з зовнішнього краю з'єднані «скляним» (сталевим, але зі скляною підлогою) містком у формі дуги з кутом приблизно 150 градусів. Відстань по вертикалі між зовнішнім краєм платформи та схилом гори становить 60 метрів, а сумарне падіння висоти до річки на дні долини — 280 метрів.

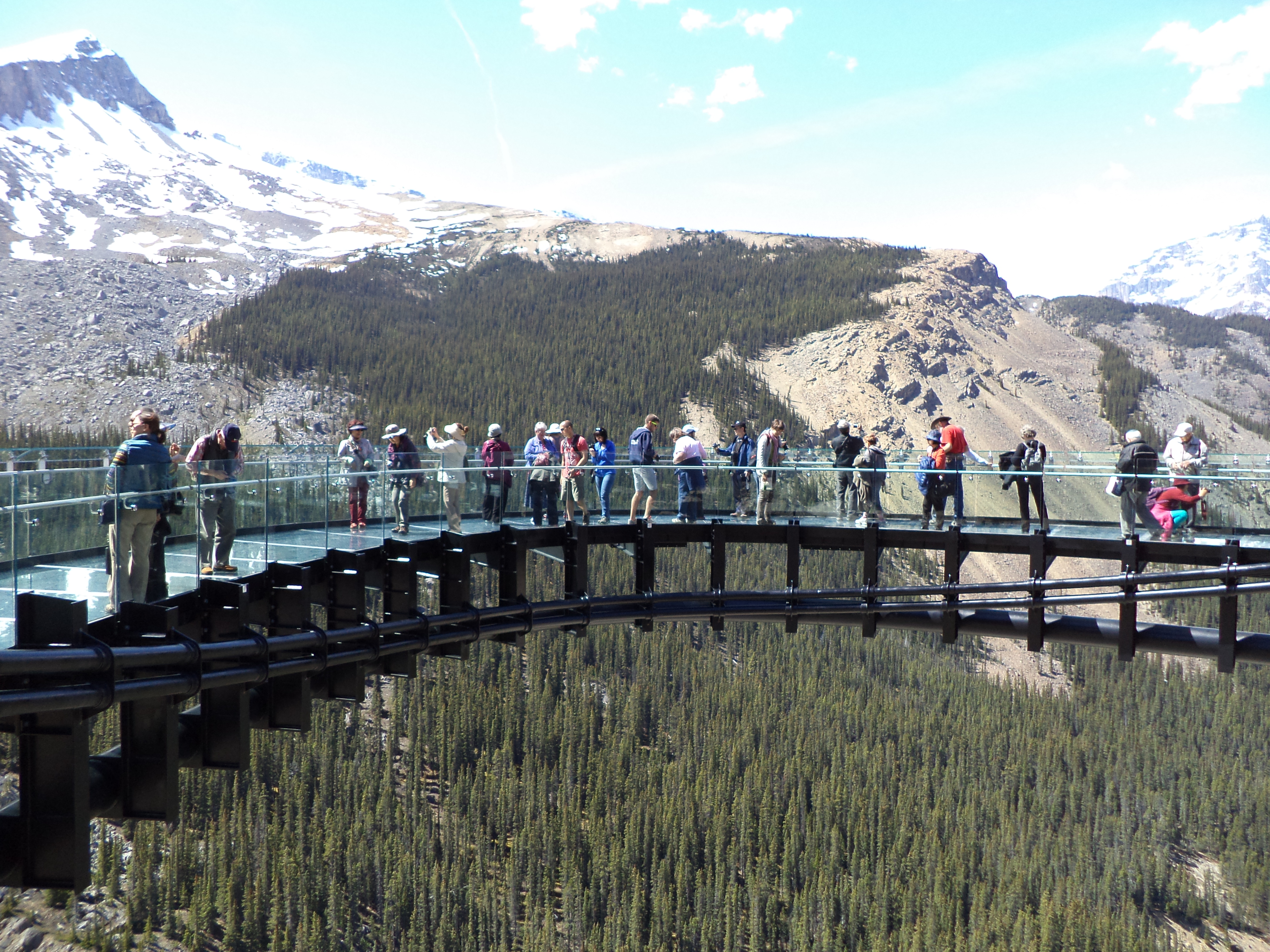

Споруду на замовлення Brewster Travel Canada запроєктовано 2014 року Sturgess Architecture та Structural Engineer Read Jones Christoffersen Ltd. Проєкт отримав впродовж 2011—2016 років численні канадські нагороди, зокрема Медаль генерал-губернатора в галузі архітектури (2016), премію Edge Award Інституту сталевих конструкцій (2015), Премію досконалості Інституту будівельного дизайну (2014) тощо.